# Tonalá (Chiapas)
Tonalá ist eine Stadt im Nordwesten der ehemaligen Provinz Soconusco im mexikanischen Bundesstaat Chiapas. Sie ist Hauptort des gleichnamigen Municipios.

## Lage und Klima
Tonalá liegt etwa 20 km von der Pazifikküste entfernt in etwa 60 m Höhe über dem Meeresspiegel; die Stadt ist etwa 260 km (Fahrtstrecke) von der Grenze zu Guatemala bei Ciudad Hidalgo entfernt. Bis nach Tuxtla Gutiérrez, der Hauptstadt von Chiapas, sind es etwa 170 km; bis nach Mexiko-Stadt beträgt die Entfernung etwa 860 km. Während des ganzen Jahres ist das Wetter beinahe gleichbleibend heiß und regnerisch: 30–45 °C bei 70–90 % Luftfeuchtigkeit (Tropenklima); der heißeste Monat ist der April, der kälteste ist der Dezember, wenngleich die Tagestemperaturen auch im Winter bei 25–30 °C liegen.

## Toponym
Der Nahuatl-Name tonallan bedeutet in etwa 'sonnig-heißer Ort' und bezieht sich auf die vielen Sonnenscheinstunden des Tages und das beinahe tropisch-schwüle Klima.

## Wirtschaft
Das sonnige und schwül-heiße Klima eignet sich hervorragend für den Anbau von Gemüse (Tomaten, Kürbisse, Gurken, Salat etc.) und anderen sonnen- und wasserliebenden Nutzpflanzen (Bananen, Mangos etc.), die per Kühl-Lkw oder mit der Eisenbahn ins dicht bevölkerte zentralmexikanische Hochland transportiert werden. Das bergige Hinterland eignet sich gut für den Kaffeeanbau. In den Küstenseen und in Küstennähe wird Fischfang betrieben; außerdem spielen die weiten Strände des Pazifik eine Rolle für den sich entwickelnden Tourismus.

## Geschichte
Die Gegend um Tonalá war schon in präspanischer Zeit besiedelt; bislang wurden im Verwaltungsbezirk (municipio) 14 kleinere archäologische Fundorte entdeckt, zu denen auch die Stadt Tonalá selber gehört. Der bedeutendste Fund war ein mit dünnen Goldstreifen und einem Jademosaik überzogener Totenschädel. Einige der Funde befinden sich im Museo Arqueológico de Tonalá, andere im Museo Regional de Chiapas in Tuxtla Gutierrez; der Totenschädel wird im Museo Arqueológico del Soconusco en Tapachula gezeigt.
Im 15. Jahrhundert kam das Gebiet unter die Oberherrschaft der Azteken, die im Jahre 1523/4 von den Spaniern unter der Führung Pedro de Alvarados abgelöst wurden. Teile der Grundherrschaft gehörten zum Besitz von Hernán Cortés, fielen jedoch im Jahre 1529 an die spanische Krone. Dominikaner und Franziskaner begannen bereits Ende der 1520er Jahre mit der Einrichtung von Missionsstationen. Das Gebiet um Tonalá und Tapachula, mithin das Gebiet der ehemaligen Provinz Soconusco, gehörte zunächst zum Gerichtsbezirk (Real Audiencia) von México, wurde aber im Jahre 1543 der Audiencia von Guatemala angegliedert. Im Jahre 1568 wurde von der spanischen Krone das Generalkapitanat von Guatemala geschaffen, dessen Herrschaftsbereich von Chiapas bis nach Costa Rica reichte und das bis zur Unabhängigkeit Mexikos (1821) Bestand hatte.
Im Jahr 1813 erhielt Tonalá die Stadtrechte und somit eine gewisse Unabhängigkeit von den lokalen Grundherrschaften bzw. den regionalen Verwaltungsinstitutionen. Nach der Unabhängigkeit Mexikos im Jahr 1821 wurde auch Chiapas – trotz seiner engen kulturellen und historischen Bindungen an Guatemala – von Mexiko annektiert; hierüber entbrannte ein Streit mit Guatemala, der erst 1882 beigelegt wurde. Als Staatsgrenze wurde der Río Suchiate festgelegt und so verblieb nur ein kleiner Teil der ehemaligen Provinz Soconusco bei Guatemala – der weitaus größere Teil von Chiapas gehörte von nun an zu Mexiko.

## Sehenswürdigkeiten
Stadtzentrum
- Das Museo Arqueológico de Tonalá zeigt Fundstücke aus den archäologischen Stätten der Umgebung[1].
- Der Parque Central Esperanza im Stadtzentrum belebt sich vor allem in den etwas kühleren Abendstunden. Hier wurde eine etwa 4,70 m hohe Tlaloc-Stele vom Fundort Los Horcones aufgestellt; eine weitere etwa 2,85 m hohe Stele mit der Darstellung eines sitzenden Jaguar befindet sich im Parque Mariano Matamoros im Vorort Colonia Evolución. Beide Stelen dürften etwa dem 2. oder 3. Jahrhundert n. Chr. entstammen.
- Die ehemalige Klosterkirche San Francisco de Asís mit ihrem großen Vorhof stammt ursprünglich aus dem ausgehenden 16. Jahrhundert, wurde jedoch im ausgehenden 18. Jahrhundert umgestaltet; sie befindet sich zwei Straßen nördlich des Zentrums.

Umgebung
- Etwa 4 km nördlich des Stadtzentrums befinden sich die Ruinen einer präspanischen Stadt (Iglesia Vieja genannt) mit Resten von Bauten, Stelen, zoomorphen Altarsteinen etc.
- Für archäologisch Interessierte lohnt sich ein Ausflug zu den Fundstätten im Municipio Tonalá.
- Das etwa 15 km nördlich gelegene Biosphärenreservat La Sepultura eignet sich gut für Wanderungen.
- Die Strände von Puerto Arista, Boca del Cielo und Playa del Sol sowie der Fischerort Paredón lohnen einen oder mehrere Ausflüge.